# Barkarbystaden (tunnelbanestation)
Barkarbystaden är en station inom Stockholms tunnelbana som är under byggnad.
Den ligger inom stadsbyggnadsprojektet med samma namn.

## Nya tunnelbanan
Det första spadtaget av tunnelbanan till Barkarby togs i augusti 2018 Arbetet beräknas vara klart till december 2027. När tunnelbanan byggs ut får Barkarby två nya stationer, Barkarbystaden och Barkarby. Från Akalla station förlängs tunnelbanan cirka 4 kilometer. 
Vid Barkarbystaden beräknas 2 800 resenärer stiga på eller av under morgonens maxtimme år 2030.
Mitt i den framväxande staden planeras uppgångar och entréer för stationen, tunnelbanestationen i Barkarbystaden får två uppgångar, centralt belägna i området. 